# Невицкая, Ирина Павловна
Ирина Павловна Невицкая (в девичестве Бурик; 10 декабря 1886, Збудска-Бела — 21 ноября 1965, Прешов) — украинская словацкая писательница русинского происхождения.
Отец — Павел Бурик, русинский интеллигент, выпускник Будапештского и Венского университетов, профессор гимназии, и мать — урожденная Анна Ковалицька, происходили из семьи священников. Своим детям (в семье вырастали старший брат Павел и младшая сестра Ольга) родители прививали любовь к вере предков, русскому слову и народной песне. Немало усилий воспитанию внуков приложила бабушка по отцу, которая была лично знакома с Александром Духновичем, училась по его букварю, грамматике Михаила Лучкая, произведениям Александра Павловича.
Жила в Прешове и Старой Любовне. Окончила немецкую школу, потом училась в Прешовском университете, но учёбу не окончила. Жила некоторое время в Чичаве, Удоле и Ужгороде. С 1922 года жила в Прешове.
Первые произведения печатала в журналах «Неделя» и «Наука». Ирина Невицкая издавала первый женский календарь, основала украинский журнал «Слово народа». Писала также басни, драматические произведения, стихи для детей, публицистические статьи.
В 1933 году, уже получив писательскую известность, переехала в Ужгород, где была поглощена общественно-политической жизнью: основала женскую секцию при обществе «Просвіта», возглавила (в 1936 году) эфемерную националистическую Украинскую селянско-рабочую партию Подкарпатской Руси, вошла в состав Первой Руськой Центральной Народной Рады, как член центрального руководства УНО участвовала в подготовке и проведении выборов в Сейм Карпатской Украины.
В Удолском доме культуры была открыта памятная доска, посвящённая Невицкой.